# 土佐光親
土佐 光親（とさ みつちか、1646年（正保4年）以降・1656年（明暦2年）以前 - 1730年10月28日（享保15年9月17日））は、江戸時代前期から中期の土佐派の画家、鍼灸医。通称、宮内。号に素絢斎など。法名は了仙。

## 経歴
土佐派中興の祖・土佐光起の次男として生まれる。兄は土佐光成。剃髪後は了仙と名乗る鍼医となり、安川姓に改め備後福山藩（広島県福山市）に仕官した。
父に倣って鶉の絵を得意としたとされ、実作品を見ても光起様式を忠実に継承している。

## 作品
- 「海棠に鶉図」 絹本著色 1幅 縦35.1x横50.8cm 個人蔵 款記「土佐素絢齋行年七十五歳畫」/朱文方印[2]